# Brixia parvula
Brixia parvula är en insektsart som beskrevs av Synave 1956. Brixia parvula ingår i släktet Brixia och familjen kilstritar. Inga underarter finns listade i Catalogue of Life.